# Дејзи Ридли
Дејзи Ридли (енгл. Daisy Ridley; Лондон, 10. април 1992) енглеска је глумица позната по улози Реј у филмовима Ратови звезда — епизода VII: Буђење силе, Ратови звезда — епизода VIII: Последњи џедаји и Ратови звезда — епизода IX: Успон Скајвокера.